# 寝台特急殺人事件
『寝台特急殺人事件』（ブルートレインさつじんじけん）は、西村京太郎の長編推理小説。1978年に光文社から刊行された。西村の鉄道ミステリーの第1作。
作者は綾辻行人との対談で本作を自選ベスト5として3番目に選出している。

## ストーリー
今はやりの寝台特急の人気の秘密を探るため、『週刊エポック』記者である青木は、東京駅16時45発西鹿児島行き寝台特急「はやぶさ」1号車の個室寝台7号室に乗り込んだ。途中で気になる薄茶のコートの女を見掛け、興味を持ち話しかけるが、ろくに相手にされないので7号室に戻ってしまう。その後、食堂車に行き、薄茶のコートの女と合席になるが、すぐに席を離れてしまった。そのすぐ後、高田という弁護士と合席になり、食事をする。寝台に戻ろうとした所でカメラを忘れたことに気づいた青木は引き返すが、薄茶のコートを着た女を写したフィルムがカメラの中から抜き取られてしまっていた。青木は高田を問い詰めるが、高田は否定するばかり。やむを得ず青木は寝台に戻って寝込む。
目覚めた後、青木は隣の部屋の薄茶のコートの女と高田が別の人間に入れ代わっていることに気付き、車内の異変を感じる。高田が入っていたはずの個室寝台の男性に話を聞くが、青木が今乗っている列車は東京駅18時丁度発で、同じ西鹿児島行きの寝台特急「富士」だと言うのだ。青木はどう考えてもおかしいと思い、車掌室の扉をノックしようとしたが、殴られてその場に昏倒する。翌朝、多摩川に薄茶のコートの女が溺死体となって浮かんだ。

## 登場人物
警視庁捜査一課
- 十津川省三
- 亀井定雄
- 日下淳一
- 本多捜査一課長

その他
青木康二（あおき こうじ）
『週刊エポック』記者。『週刊エポック』は物語の最後まで関わることになる。
田久保涼子（たくぼ りょうこ）
薄茶のコートの女。第一の犠牲者となった。
高田悠一（たかだ ゆういち）
弁護士。「はやぶさ」車内で青木と会う。
武田信太郎（たけだ しんたろう）
運輸大臣。数年前の現金強奪事件に利用された人物と思われていた。

## テレビドラマ
1979年版
『西村京太郎トラベルミステリー1・ブルートレイン・寝台特急殺人事件』は、テレビ朝日系列の2時間ドラマ『土曜ワイド劇場』（毎週土曜日21時2分 - 22時54分、JST）で1979年10月20日に放送された。主演は三橋達也。ABC制作。なお原作の『週刊エポック』記者の青木にあたる人物が女性記者・青山亜希子として登場（演：樋口可南子）しており、西村作品でこの設定が逆輸入されて女性記者・青木亜木子が西村の後発作品で多く登場している。
2009年版
『十津川警部シリーズ41・寝台特急（ブルートレイン）殺人事件』は、TBS系列の2時間ドラマ『月曜ゴールデン』（毎週月曜日21時 - 22時54分、JST）で2009年4月13日に放送された。主演は渡瀬恒彦。東京駅発最後のブルートレインであった「富士・はやぶさ」の廃止を記念したものであったが、放送予定日（2009年3月23日）に「ワールド・ベースボール・クラシック」で日本が二度目の制覇を達成したため記念特番が急遽編成され、放送が2009年4月13日に延期された。